# Frazey Ford
Frazey Obadiah Ford est une auteure-compositrice-interprète et actrice canadienne. Elle a rejoint les Be Good Tanyas lors de leur première année. Son premier album solo, Obadiah, est sorti sur Nettwerk le 20 juillet 2010.

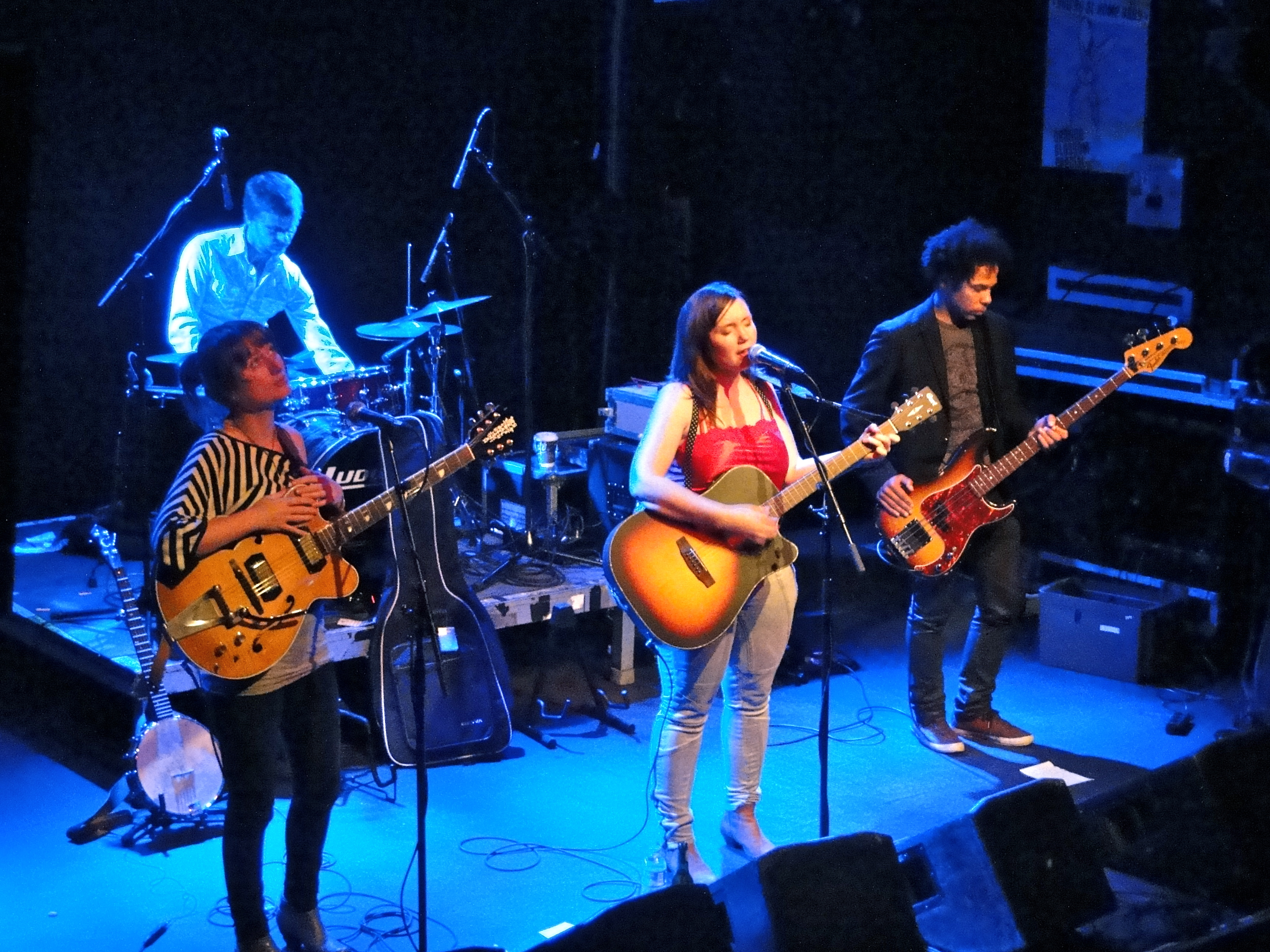
Frazey Ford en concert en Allemagne, 2011.

Jenny Charlesworth de The Georgia Straight a écrit que quelques-unes des chansons « swinguent avec un rythme néo-soul doux animé par des voix beurrées », et a noté les influences des chanteurs de rhythm and blues Ann Peebles, Roberta Flack et Donny Hathaway. Frazey Ford souligne tant l'influence de son éducation et des idées transmises par ses parents (son père était un objecteur de conscience américain qui a déménagé au Canada), que le fait d'être mère pour comprendre le sens de ses chansons,.
Obadiah tire son nom du deuxième prénom de Ford, Obadiah. À sa naissance, ses parents ont demandé à ses frères de choisir son deuxième prénom ; ils ont décidé de la nommer d'après leur chat Obadiah qui s'était récemment enfui.
Ford a grandi à Castlegar, en Colombie-Britannique. Elle réside actuellement à Vancouver.

## Discographie
- Abdias (2010)
- Océan Indien (2014)
- U Kin B le Soleil (2020)

## Filmographie
- The L Word (épisode TV, 2006) : Sœur Christine
- Le Calendrier de Noël (2017) : Ivy